# Hallo Taxi (1958)
Hallo Taxi ist ein österreichisches Filmlustspiel aus dem Jahre 1958 von Hermann Kugelstadt mit Paul Hörbiger und Hans Moser in den Hauptrollen zweier sich entzweiender Droschkenkutscher.

## Handlung
Leopold Gruber und Franz Schwarzl sind seit Ewigkeiten miteinander befreundet. Die beiden Ur-Wiener sind Fiakerkutscher aus ganzem Herzen. Doch eines Tages ändert sich alles. Während Leopold auch weiterhin der Vergangenheit und der “guten, alten Zeit” nachhängt und sich nicht vorstellen kann, jemals etwas anderes zu tun, als mit seiner Pferdedroschke Menschen in Wien von A nach B zu fahren, hat Franz erkannt, dass das Pferdezeitalter auch in der österreichischen Kapitale allmählich dem Ende zugeht und der Siegeszug der Motorisierung nicht mehr aufzuhalten ist. Die Leute haben einfach keine Zeit mehr für beschauliche Gemütlichkeit. Und so trennt er sich schweren Herzens von seinem Gaul und dem Kutschwagen und schafft sich stattdessen ein Taxi an. Fiaker Leopold ist über diesen „Verrat“ entsetzt, und die Freundschaft der beiden droht fortan daran zu zerbrechen.
Leopold und Franz schenken sich nun einander nichts mehr. Während Leopold über die stinkenden Abgaswolken der Autos lästert, macht sich Franz über die ewig gestrigen Gedanken seines einstigen Busenfreundes lustig. Es kommt sogar dazu, dass man einander die Kunden abjagt, und beim Beisl-Besuch der beiden sitzt man an unterschiedlichen Tischen und spottet mit kleinen Liedchen über die Marotte des jeweils anderen. Die Situation verkompliziert sich sogar, als die hübsche junge Lisa, Leopolds Enkelin, sich in Franzens Taxifahrer-Kompagnon Herbert verliebt. Es müssen noch viele Steine aus dem Weg geräumt werden, bis die beiden jungen Leute im Wiener Stephansdom vor den Traualtar treten können. Als Schlussgag kutschiert Leopold wieder Seite an Seite mit Franz die frisch Vermählten mit seiner Pferdekutsche vom Domplatz fort, als sich plötzlich ein Rad löst. Nun ist es an Leopold, den bis dahin verhassten Satz zu rufen: „Hallo Taxi“.

## Produktionsnotizen
Der Streifen wurde gedreht in den Ateliers Sievering der Wien-Film Ges.m.b.H. sowie in den Räumen der „Henrik“ Wiener Pelz- und Modellgesellschaft m.b.H. (Graben 26, Wien-Innere Stadt), die Außenaufnahmen entstanden in den Straßen Wiens. Als Straßenportal zum Büro des Industriellen Schellnegger fungierte der (original beschilderte) Eingang zur Zentrale der 1873 bei Altmünster/Gmunden gegründeten (und bis 1968 bestehenden) Theresienthaler Baumwollspinnerei und Weberei AG, Untere Donaustraße 13, Wien-Leopoldstadt. Hallo Taxi wurde am 11. April 1958 in Wien uraufgeführt. Deutschland-Premiere war am 13. Juni desselben Jahres.
Produzent Ernest Müller und August Rieger übernahmen die Produktionsleitung. Ferdinand Bick gestaltete die Filmbauten, Maxi Tschunko die Kostüme. Max Vernooij war für den Ton zuständig.
Moser und Hörbiger singen gemeinsam auch das Titellied.

## Kritiken
film.at meinte: Hallo Taxi versuchte, wie schon Ober, zahlen!, an den Erfolg von Hallo Dienstmann (1952) anzuschließen, allerdings in allzu fadenscheiniger Manier. Die bewährten und beliebten Wortgefechte und Gesangseinlagen der Hauptdarsteller Hans Moser und Paul Hörbiger wurden durch ein jugendliches Liebespaar und Ansätze einer Kriminalhandlung ergänzt, beides wohl in Hinblick auf ein jüngeres Publikum.”
Im Filmdienst heißt es: „Ein anspruchslos unterhaltender Film.“